# Фран Лхотка
Фран Лхотка (Лотка) (хорв. Fran Lhotka; 25 грудня 1883, Млада-Вожице, Чехія — 26 січня 1962, Загреб) — хорватський композитор, диригент і педагог.
За національністю чех. У 1905 році закінчив Празьку консерваторію по класах валторни і композиції (учень Карела Штекера, Йозефа Клички і Антоніна Дворжака). У 1908 році викладав у музичному училищі у Катеринославі (нині Дніпропетровськ). З 1909 року — перший валторніст і корепетитор оперного театру у Загребі. З 1910 року — викладач музичної школи Хорватського музичного товариства. У 1912—20 роках керівник і диригент півчих товариства «Лисинський». У 1920—61 роках — професор по класу гармонії Академії музики у Загребі і диригент її оркестру (у 1923—40 і 1948—52 роках — ректор).
Автор опер «Мінка» (1918) і «Море» (More, 1920), постановки у Загребі, балету «Балада про одне середньовічне кохання» (Balada про jednoj srednjovjekovnoj ljubavi, 1937, Цюрих; 1950, Белград) і 5 інших балетів, оркестрових творів (симфонія, 1909; увертюра, 1930; концерт для скрипки з оркестром, (1913, 2 рапсодії та інші), камерно-інструментальних ансамблів (сюїта для 4 флейт тощо) і вокальних (кантати, хори) творів.
Найпопулярніший його балет «Чорт у селі» (Davo u selu, 1934) на сюжет, запозичений з народної поезії мав великий вплив на розвиток цього жанру у Хорватії. Використовував елементи хорватського музичного фольклору. Написав підручники з диригування (1931) і гармонії (1948).